# Lättmatros
Lättmatros är en svensk behörighet för sjömän.
Reglerna för sjömansbehörigheter ändrades 2011 i och med införandet av STCW-Manila i Sverige.
Behörighetskraven fastställs i Sverige av Transportstyrelsen.

## Behörighetskrav[1]
- 6 månaders däckstjänstgöring på fartyg om minst 70 bruttoton.

eller
- Godkänd utbildning på Sjöfartsutbildningen